# (1914) Hartbeespoortdam
(1914) Hartbeespoortdam (aussi nommé 1930 SB1) est un astéroïde de la ceinture principale, découvert le 28 septembre 1930 par Hendrik van Gent à l'observatoire de l'Union, à Johannesbourg en Afrique du Sud.
Il a été nommé d'après le barrage d'Hartbeespoort, près de Pretoria, en Afrique du Sud.